# Podoscypha venustula
Podoscypha venustula är en svampart som först beskrevs av Speg., och fick sitt nu gällande namn av D.A. Reid 1965. Podoscypha venustula ingår i släktet Podoscypha och familjen Meruliaceae.   Inga underarter finns listade i Catalogue of Life.